# G7-Gipfel in London 1977

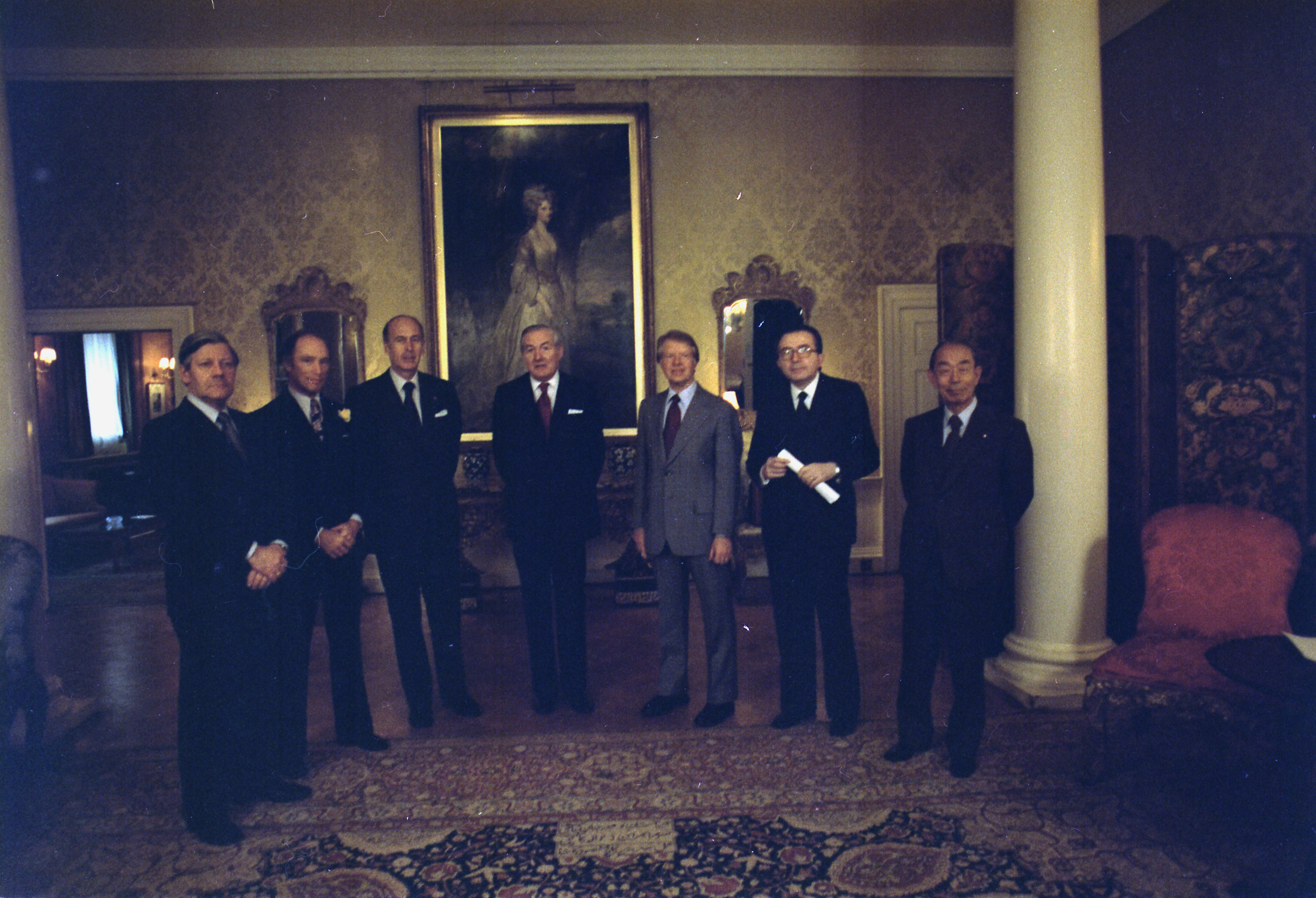

Der G7-Gipfel in London 1977 fand am 7. und 8. Mai 1977 statt. Es war die zweite Zusammenkunft der Gruppe der Sieben, die aus dem Treffen der Gruppe der Sechs in Rambouillet 1975 hervorgegangen war. Als Tagungsstätte diente 10 Downing Street (Amtssitz des britischen Premierministers) in der Innenstadt Londons (Vereinigtes Königreich).
Im Ergebnis wurde die Downing Street Summit Declaration unterzeichnet.

## Teilnehmer
- Bundesrepublik Deutschland – Helmut Schmidt
- Frankreich – Valéry Giscard d’Estaing
- Italien – Giulio Andreotti
- Japan – Takeo Fukuda
- Kanada – Pierre Elliot Trudeau
- Vereinigte Staaten – Jimmy Carter
- Vereinigtes Königreich – James Callaghan

Die Europäische Gemeinschaft entsandte Roy Jenkins, damaliger Präsident der Europäischen Kommission zum Gipfel.

## Nachweise
1. ↑  Downing Street Summit Declaration (PDF, 5 Seiten; 506 kB)
2. ↑  Delegationen – Zusammenstellung der Universität Toronto (Engl.)